# Brit Cserkészszövetség

A Brit Cserkészszövetség (angolul: The Scout Association) az Egyesült Királyság cserkész szervezete, a Cserkész Világszövetség tagja. A cserkészet 1907-ben, Angliában vette kezdetét Baden-Powell kezdeményezésére. Hivatalosan 1910-ben alapították meg The Boy Scout Association néven, mostani nevét 1967-ben kapta. Korábban kizárólag fiúk lehettek tagjai, napjainkra teljesen koedukálttá vált.